# Quang Trung, Thống Nhất
Quang Trung là một xã thuộc huyện Thống Nhất, tỉnh Đồng Nai, Việt Nam.

## Địa lý
Xã Quang Trung nằm ở trung tâm huyện Thống Nhất, có vị trí địa lý:
- Phía đông giáp xã Xuân Thiện
- Phía tây giáp huyện Trảng Bom
- Phía nam giáp xã Bàu Hàm 2
- Phía bắc giáp xã Gia Kiệm.

Xã Quang Trung có diện tích 30,48 km², dân số năm 2018 là 23.283 người, mật độ dân số đạt 764 người/km².

## Lịch sử
Xã Quang Trung được thành lập vào năm 1982, trên cơ sở tách một phần diện tích và dân số của xã Gia Kiệm.
Năm 2018, xã Quang Trung có diện tích 36,45 km², dân số là 26.257 người, mật độ dân số đạt 720 người/km².
Ngày 10 tháng 5 năm 2019, Ủy ban thường vụ Quốc hội ban hành Nghị quyết số 694/NQ-UBTVQH14 (nghị quyết có hiệu lực từ ngày 1 tháng 7 năm 2019). Theo đó, điều chỉnh 5,97 km² diện tích tự nhiên và 2.974 người (gồm toàn bộ diện tích, dân số của ấp Lê Lợi 1) của xã Quang Trung về xã Bàu Hàm 2.
Sau khi điều chỉnh, xã Quang Trung còn lại 30,48 km² diện tích tự nhiên và 23.283 người.

## Hành chính
Xã Quang Trung được chia thành 6 ấp: Bắc Sơn, Nam Sơn, Lạc Sơn, Lê Lợi 2, Nguyễn Huệ 1, Nguyễn Huệ 2.